# Don't Lose Your Head (film)
Pour l’article homonyme, voir Don't Lose Your Head.
Don't Lose Your Head est une comédie britannique réalisé par Gerald Thomas, sorti en 1967. C'est le 13e film de la série Carry On.
L'action se déroule pendant la Révolution française, le titre du film faisant allusion à la guillotine. C'est une parodie du roman Le Mouron rouge de la baronne Orczy.

## Fiche technique
- Réalisation : Gerald Thomas
- Scénario : Talbot Rothwell (en)
- Producteur : Peter Rogers (en)
- Photographie : Alan Hume
- Montage : Rod Keys
- Musique : Eric Rogers
- Genre : Comédie[1]
- Distributeur : Rank Organisation
- Durée : 86 minutes
- Dates de sortie : 
  - Royaume-Uni : 2 mars 1967
  - France : 11 juin 1967

## Distribution
- Sid James : Sir Rodney Ffing/The Black Fingernail
- Kenneth Williams : Citizen Camembert
- Jim Dale : Lord Darcy Pue
- Charles Hawtrey : Duc de Pommfrit
- Joan Sims : Desiree Dubarry
- Peter Butterworth : Citizen Bidet
- Dany Robin : Jacqueline
- Peter Gilmore : Maximilien Robespierre
- Marianne Stone : Landlady
- Michael Ward : Henri
- Leon Greene : Malabonce
- Richard Shaw : Capitaine
- David Davenport : Sergent
- Jennifer Clulow : 1st lady
- Valerie Van Ost : 2nd lady
- Jacqueline Pearce : 3rd lady

## Production
Le tournage a eu lieu du 12 septembre au 28 octobre 1966.